# Sueño electro I
Sueño electro I è il quarto album in studio del gruppo musicale messicano Belanova, pubblicato nel 2010.

## Tracce
1. Sólo para mi – 3:34
2. Chica robot – 3:23
3. Nada de más – 3:27
4. No me voy a morir – 4:03
5. Y mi corazón... – 3:21
6. Pow Pow – 3:11
7. Tic-Toc – 4:14
8. Hoy desperté – 3:58
9. Necio – 4:06
10. Tú y yo – 3:30